# Michail Teplinskij
Michail Jur'evič Teplinskij (in russo Михаил Юрьевич Теплинский?; Mospyne, 9 gennaio 1969) è un generale russo, dal 2022 attuale comandante in capo delle Vozdušno-desantnye vojska (VDV), le truppe aviotrasportate russe.

## Biografia
Teplinskij è nato il 9 gennaio 1969 a Mospyne, nella regione di Donec'k, nell'allora RSS Ucraina.

### Carriera militare
Nel 1987 è stato arruolato nell'esercito sovietico, diplomandosi nel 1991 alla Scuola superiore comando per truppe aviotrasportate di Rjazan' e venendo assegnato, come comandante di plotone, al 137º Reggimento aviotrasportato delle guardie nella 106ª Divisione aviotrasportata delle guardie. Tra il 1992 e 1993 ha fatto parte del contingente militare russo in Transnistria dopo la guerra contro la Moldavia. Come parte del 3º Battaglione paracadutisti del 137º, il primo tenente Teplinskij si è distinto durante la prima guerra cecena, eliminando 30 militanti ceceni dopo aver attraversato il fiume Sunža, arrivando alla capitale cecena di Groznyj. Per le sue azioni è stato premiato personalmente dal presidente russo Boris El'cin con il titolo di Eroe della Federazione Russa.
Dal 1995 al 1997 è stato capo della ricognizione del 137º Reggimento aviotrasportato. Poi è stato trasferito alla 76ª Divisione aviotrasportata delle guardie (ora 76ª Divisione d'assalto aereo delle guardie), dove divenne capo di stato maggiore e in seguito comandante del 234º Reggimento d'assalto aereo delle guardie.
Nell'ottobre 2002 è stato nominato vice comandante della 76ª Divisione aviotrasportata e dal 2003 ne è stato capo di stato maggiore. Dopo essersi diplomato l'Accademia militare dello Stato maggiore delle forze armate russe nel 2007, è stato nominato comandante del 212º Centro addestramento distrettuale del Distretto militare orientale (unità militare 21250).
Dal 2009 è stato primo vice comandante e capo di stato maggiore della 20ª Armata delle guardie del Distretto militare occidentale, venendo promosso a maggior generale nel 2012. L'anno successivo, nel febbraio 2013 è stato nominato comandante della 36ª Armata combinata, ruolo che ha ricoperto fino a giugno 2015, venendo succeduto da Dmitrij Kovalenko. Durante questo periodo, il 13 dicembre 2014 è stato promosso a tenente generale.
Successivamente, ha prestato servizio nel Distretto militare meridionale (JuVO), diventandone nel 2017 primo vice comandante. Secondo il dipartimento di controspionaggio del Servizio di sicurezza dell'Ucraina, il generale avrebbe diretto il capo di stato maggiore del 12º Corpo di riserva (nello stesso anno rinominato "Centro delle truppe territoriali") del JuVO. Questa struttura sarebbe stata creata per la direzione delle forze separatiste filo-russe nell'est dell'Ucraina, il 1º Corpo d'armata di Doneck e il 2º Corpo d'armata di Lugansk.
Nel 2019 è stato nominato primo vice comandante e capo di stato maggiore del Distretto militare centrale. In questo periodo ha preso parte all'intervento militare russo in Siria per sostenere il governo di Bashar al-Assad durante la guerra civile nel paese.
Teplinskij è stato promosso a colonnello generale l'8 dicembre 2021.

#### Invasione russa dell'Ucraina
Nel 2022, Teplinskij è stato nominato comandante delle forze aviotrasportate russe, succedendo al colonnello generale Andrej Serdjukov. Tuttavia, nel gennaio 2023, Teplinskij è stato destituito dal suo incarico. Nonostante ciò, nell'aprile 2023, il portavoce del Cremlino, Dmitrij Peskov, ha confermato che Teplinskij continua a ricoprire il ruolo di comandante delle truppe aviotrasportate e svolge anche le funzioni di vice comandante del Raggruppamento congiunto di forze, ovvero le truppe russe operanti in Ucraina. La sua rimozione iniziale è stata interpretata come un segnale delle tensioni interne ai vertici delle forze armate russe. Nell'agosto 2023 ha annunciato che almeno 8,500 soldati delle VDV fossero stati feriti in Ucraina, di cui almeno 3000 si rifiutavano di ritornare al fronte. Il 30 ottobre 2023, Teplinskij è stato nominato comandante del gruppo di truppe del Dnepr, sostituendo il colonnello generale Oleg Makarevič.
Nel marzo 2024 media ucraini hanno riferito che il comandante dell'aereonautica ucraina, Mykola Oleščuk, avesse annunciato sul suo canale Telegram la morte di Teplinskij, causata da un attacco aereo sulla petroliera Mekhanik Pogodin. Il 30 giugno successivo, sono circolate notizie secondo cui il generale era stato gravemente ferito da un attacco missilistico ucraino a Heničesk. Tuttavia, il 2 agosto 2024, è stato pubblicato un video di Teplinskij che si congratulava con le sue truppe per il Giorno dei paracadutisti, discutendo dei recenti eventi al fronte.

## Sanzioni
Nel dicembre 2022, il Regno Unito ha emesso sanzioni contro Teplinskij. L'anno successivo l'Unione Europea ha inserito il generale nella sua lista di sanzioni.